# Martin Čapský
Martin Čapský (* 15. února 1974, Pardubice) je český historik zabývající se politickými a hospodářskými dějinami pozdního středověku s důrazem na dějiny Slezska.
Mezi lety 1992–1999 studoval obor historie-muzeologie na FPF SU v Opavě, poté absolvoval postgraduální studium na FF MU v Brně (1999–2006). V letech 1999–2016 pracoval jako odborný asistent (od 2015 jako docent) pro dějiny českého středověku se zaměřením na dějiny Slezska na Ústavu historie a muzeologie (dnes Ústav historických věd) FPF SU v Opavě. Od roku 2016 působí na Ústavu historických věd Filozofické fakulty Univerzity Pardubice. Je externím členem (fellow) Centra medievistických studií v Praze.
V roce 2011 se stal proděkanem FPF SU pro vědu a zahraniční styky. V únoru 2015 se habilitoval v oboru Historie - české dějiny na FF MU v Brně prací Komunikující společenství. Sjednocování politického prostoru pozdně středověkého Slezska.
V prosinci roku 2023 byl na návrh vědecké rady Univerzity Pardubice jmenován profesorem v oboru Historické vědy. Inaugurační přednášku na téma Integrační mechanismy pozdně středověkých monarchií ve střední Evropě přednesl na březnovém jednání vědecké rady FF UPCE.

## Dílo
- Vévoda Přemek Opavský (1366-1433) : ve službách posledních Lucemburků. Brno : Matice moravská, Opava : Slezská univerzita v Opavě, 2005. 367 s. (Rukopis je dostupný on-line na http://is.muni.cz/th/45092/ff_d/?lang=en;id=89925)
- Opava. Praha : Nakladatelství Lidové noviny, 2006. 611 s. ISBN 80-7106-808-X. (spoluautor)
- Slezsko v dějinách českého státu. Praha : NLN, 2012. 1300 s. ISBN 978-80-7422-147-7. (spoluautor)
- Zrození země. Praha : Argo, 2013. 220 s. ISBN 978-80-257-0932-0.
- Město pod vládou kazatelů. Praha : Argo, 2015. 224 s. ISBN 978-80-257-1426-3.